# Axion plagiatum
Axion plagiatum – gatunek chrząszcza z rodziny biedronkowatych i podrodziny Coccinellinae. Zamieszkuje Indie Zachodnie oraz zachodnią i południową część Stanów Zjednoczonych.

## Taksonomia
Gatunek ten opisany został po raz pierwszy w 1808 roku przez Guillaume’a-Antoine’a Oliviera pod nazwą Coccinella plagiata. Jako miejsce typowe wskazano Indie Zachodnie. W 1850 roku przeniesiony został przez Étienne’a Mulsanta do podrodzaju Exochomus (Axion). Do rangi odrębnego rodzaju wyniósł ów podrodzaj w 1874 roku George Robert Crotch. 

## Morfologia
Chrząszcz o ciele niemal okrągłym w zarysie, słabo wydłużonym, wyraźnie wysklepionym, długości od 5 do 7 mm i szerokości od 4 do 6,25 mm. Wierzch ciała jest nieowłosiony, gładki. Ubarwienie jest czarne z wąsko rozjaśnionymi kątami przednio-bocznymi przedplecza i parą czerwonych lub żółtych kropek podbarkowych na pokrywach o zmiennym rozmiarze i kształcie; brak jest plamki na szwie obecnej zwykle u pokrewnego A. tripustulatum. Czułki buduje dziesięć członów, z których trzy ostatnie formują buławkę. Głaszczki szczękowe mają człon ostatni silnie siekierowaty, o ukośnej krawędzi wierzchołkowej. Przedplecze ma nieobrzeżoną podstawę. Charakterystyczną cechą gatunku są brzegi pokryw niepogrubione. Podgięcia pokryw mają małe dołki, w które w pozycji spoczynkowej wchodzą wierzchołki ud. Stopy mają pazurki z czworokątnym, płytkowatym zębem nasadowym. Samica ma pięć, a samiec sześć widocznych sternitów odwłoka (wentrytów); pierwszy z nich u obu płci ma niekompletne linie udowe. Samica ma Y-kształtne infundibulum.

## Rozprzestrzenienie
Owad północnoamerykański, w Stanach Zjednoczonych obejmujący zasięgiem południowy zachód Oregonu, Kalifornię, Arizonę, Nowy Meksyk i Teksas, poza tym znany z Indii Zachodnich.